# Terra di Bari (regione geografica)
La Terra di Bari è una subregione della Puglia centrale. L'espressione definisce, da un punto di vista meramente geografico, il territorio pianeggiante stretto tra le Murge a sud-ovest e il mare Adriatico a nord-est compreso fra la foce dell'Ofanto e la città di Fasano. È la terza pianura Pugliese esistente, difatti la regione ne ospita tre, esse sono: il Tavoliere delle Puglie, la Pianura salentina, e, appunto, la Terra di Bari.
Con la stessa denominazione, dal 1231 (promulgazione delle Costituzioni di Melfi ad opera dell'imperatore Federico II di Svevia) al 1861 (fine del Regno delle Due Sicilie e proclamazione del Regno d'Italia),  è stata indicata una suddivisione amministrativa comprendente un territorio più vasto, esteso a buona parte delle Murge e successivamente denominato provincia di Bari.

## Geografia
La Terra di Bari include buona parte del territorio dei comuni costieri di Barletta, Trani, Bisceglie, Molfetta, Giovinazzo, Mola di Bari, Polignano a Mare, Monopoli e Fasano, oltre che della città di Bari e di alcuni comuni nell'entroterra: Sannicandro di Bari, Bitonto, Bitritto, Capurso, Rutigliano, Noicattaro, Modugno, Terlizzi, Triggiano e Valenzano.
Dal punto di vista orografico, il territorio della Terra di Bari è in gran parte pianeggiante e presenta solo lievi ondulazioni collinari di altitudine molto modesta. La costa è prevalentemente rocciosa, ma a sud di Polignano a Mare essa si presenta in gran parte sabbiosa. A causa della natura carsica del sottosuolo, fatta eccezione per alcune lame non sono presenti elementi idrografici di rilievo.